# Мотель (фильм)
«Мотель» (англ. The Bag Man) — кинофильм 2014 года, криминальный триллер режиссёра Дэвида Гровика. Совместное производство США и Багамских островов.

## Сюжет
Некий босс мафии Драгна (Роберт Де Ниро) нанимает киллера Джека (Джон Кьюсак) для того, чтобы тот получил в провинциальном мотеле Луизианы сумку и, не открывая и не интересуясь содержимым, отдал бы её на следующий день. За багажом, как оказалось, охотятся самые разные структуры: ФБР, полиция, местные криминальные элементы и зловещий карлик — сербский цыган. После многочисленных кровавых расправ становится явным, что всю бойню спровоцировал сам Драгна с помощью своей сообщницы Ривки (Ребекка Да Коста). Целью операции была проверка боеспособности Джека. При этом, если он выживает и остаётся лучшим, то в случае смерти Драгны Джек должен быть уничтожен Ривкой. Однако, девушка влюбляется в Джека и сохраняет ему жизнь.

## В ролях
- Джон Кьюсак — Джек, киллер
- Ребекка Да Коста — Ривка, экс-стриптизёрша
- Роберт Де Ниро — Драгна, босс мафии (прототипом, видимо, служит Джек Драгна — или Джек Дранья[1]— глава мафиозного клана Лос-Анджелеса 1930-х годов[2])
- Криспин Гловер — Нэд, портье
- Доминик Перселл — Ларсон
- Кирк Джонс — Лизард
- Мартин Клебба — Гуано

## Художественные особенности и критика
Ведущий кинокритик Variety Скотт Фундас определяет жанровую принадлежность картины как «постмодернистский нуар» и предполагает наличие её «идейной» связи с фильмом «Сердце Ангела» Алана Паркера, где герой Де Ниро в образе Люцифера нанимает частного детектива для поиска ускользнувшей человеческой души. Другие критики отмечают копирование не только этого фильма, но и работ Квентина Тарантино, особенно «Криминального чтива». Этот взгляд разделяют и другие издания.
Американская газета The Washington Post собственно в заголовке своего ревю на фильм называет его «утрированной попыткой создания фильма нуар» и обвиняет режиссёра в использовании многочисленных клише.
Российский ресурс EvilGround, специализирующийся на кинокритике, оценивает фильм в 3 балла из 10 и завершает свою рецензию следующей репликой: «Фильм „Мотель“, конечно, не такой ужасный, как тот же „Принц“ Брюса Уиллиса или „Оставленные“ Николаса Кейджа, <…>, однако, преимущество его над ними весьма ничтожно».

## Дополнительная информация
В предфинальной сцене фильма, когда Драгна объясняет свой план Ривке, они прогуливаются на фоне картин, принадлежащих кисти отца актёра — Роберта Де Ниро (старшего).